# Moštárna Hostětín
	Moštárna Hostětín s.r.o. je podnik, který vyrábí ovocné šťávy, sirupy a jablečný ocet v biokvalitě.

## Historie
Moštárna v Hostětíně vznikla díky spolupráci s lucemburskou nadací Hëllef fir d'Natur v rámci projektu na záchranu starých a krajových odrůd, tradičního ovocnářství a posílení ekonomické soběstačnosti regionu za finanční podpory lucemburského ministerstva životního prostředí.[zdroj?]
Moštárna byla vybudována v letech 1999–2000 rekonstrukcí bývalé stodoly v zemědělské usedlosti, kterou v roce 1998 zakoupila Nadace Veronica.[zdroj?]
První lisování a stáčení jablečného moštu proběhlo v září 2000. Od první sezóny provozovalo moštárnu Občanské sdružení Tradice Bílých Karpat. To v červnu 2003 založilo stejnojmennou obchodní společnost, která převzala od září 2003 provoz. V dubnu 2011 změnila společnost název obchodní firmy na Moštárna Hostětín s.r.o.

## Produkce
Moštárna vyrábí a dodává na domácí trh ovocné šťávy, sirupy a jablečný ocet. V prvních letech byl sortiment výrobků omezený na jablečný mošt, později přibyly míchané ovocné nápoje a bylinné sirupy s třtinovým cukrem. V roce 2016 uvedla moštárna na trh bio jablečný ocet. Biopotraviny tvoří přibližně 60 % obratu firmy.[zdroj?]

## Environmentální a sociální přínosy
Moštárna využívá sluneční energii na ohřev teplé vody a na výrobu elektřiny. Díky zpracování ovoce z blízkého okolí (především od ekologických zemědělců) je moštárna příkladem podniku, který podporuje místní ekonomiku.

## Zajímavosti
Za moštárnou stojí téměř dvě stě let stará roubená sušárna ovoce, kterou obklopuje ovocný sad s krajovými ovocnými odrůdami. V prvním ročníku soutěže Česká biopotravina roku získal hlavní ocenění bio-jablečný mošt z hostětínské moštárny. 22. března 2010 navštívil moštárnu a ochutnal její výrobky princ Charles. V zářijovou neděli kolem svátku sv. Václava se na moštárně a v celé obci koná Jablečná slavnost. Autorem vizuálního stylu (logo, etikety) je brněnský výtvarník Rostislav Pospíšil.[zdroj?]